# Barbárfivérek
A Barbárfivérek 2009-ben startolt Győr városából. A duót Deego és Tibbah alkotja. 2009 óta négy lemezük jelent meg. A rap mellett szerepet játszanak a ragga és ének betétek a dalokban. Alapítói Halpert Balázs (Deego) és Für Tibor (Tibbah). Kiadójuk a Bloose Broavaz.

## Diszkográfia

### Underground lemezek
| Év   | Album                             |
| ---- | --------------------------------- |
| 2008 | Nyers Hús - Megjelenés: 2008      |
| 2009 | Halottak Napja - Megjelenés: 2009 |

### Hivatalos lemezek
| Év   | Album                                                            | Legmagasabb helyezés                   |
| Év   | Album                                                            | MAHASZ Top 40 album- és válogatáslemez |
| ---- | ---------------------------------------------------------------- | -------------------------------------- |
| 2009 | Disznoól - OMF-HipHop.hu gála Az év csapata címmel díjazott      |                                        |
| 2011 | Úthenger - OMF-HipHop.hu gála 3 zenei kategóriában jelölés díjra |                                        |
| 2012 | Mennydörgés - Megjelenés: 2012                                   | 1                                      |
| 2014 | Napalm - Megjelenés: 2014                                        | 3                                      |
| 2015 | Darált Hús - Megjelenés: 2015                                    |                                        |

## Videóklipek
- 2009 - Álmomban beszélek
- 2010 - Utcadiploma
- 2011 - Úthenger
- 2011 - Mozgalom remix
- 2012 - Mennydörgés
- 2013 - Legál narkó
- 2014 - Fluor - System Error közr. Barbárfivérek
- 2014 - OSG All Starz - Hív a street
- 2014 - Rettenthetetlen
- 2014 - Öregsuli közr. Kool Kasko
- 2015 - Mindenre kész
- 2015 - HipHop importőr közr. Bloose Broavaz, Vicc Beatz, Dj Fegz

## Közreműködések
- 2009 Hősök Flashback remix
- 2009 Finuccsi - Számok
- 2009 Tkyd - Uccacucc
- 2009 Tkyd - Silent Hill
- 2009 Stíluspakk - Klasszikus Rapszar
- 2010 Samuraiflow - Most majd
- 2010 Sog - Nem is sejted
- 2010 Jiffo - Kevlár Faszik
- 2010 Jiffo - 4 pillanat
- 2010 Tkyd - Visszatérés
- 2010 Stíluspakk 2 - Mozgalom rmx
- 2010 Norba - Dolce Vita
- 2010 Phat - Mit Lehet Tenni
- 2011 Stíluspakk 3 - G.E.C.O.
- 2012 Pesti Mash - Vágod?
- 2012 NKS - Rest-Cash Attack Betörök
- 2012 Vészk'Járat - Én nem
- 2012 Stíluspakk 4 - Gálya
- 2013 BB15 - BandaBloose
- 2013 BB15 - Rétegek
- 2013 BB15 - Sérült Elme
- 2013 BB15 - A Sóhajok Faja
- 2013 Hősök - Hip Hop Hatalom
- 2013 Day - Legfaszább
- 2014 Stíluspakk 5. - Menetel
- 2014 Fluor - System Error
- 2014 OSG All Stars - Hív a Street
- 2014 Killakikitt - KillaGoons
- 2014 Vicc Beatz - (Faxnis közr. Tibbah)